# ГКПП Връшка чука
„Връшка чука“ е граничен контролно-пропускателен пункт на границата между Република България и Република Сърбия. Намира се в седловината Връшка чука.
На българска територия до ГКПП „Връшка чука“ се достига по Републикански път II-14 (Видин – Кула – Връшка чука – граница със Сърбия), за град Зайчар, който отстои на 11 km западно от седловината.